# غلوريا غوزمان
غلوريا غوزمان (بالإسبانية: Gloria Guzmán)‏ هي ممثلة إسبانية وأرجنتينية، ولدت في 15 أبريل 1902 في إسبانيا، وتوفيت في 18 سبتمبر 1979 ببوينس آيرس في الأرجنتين.

## وصلات خارجية
- غلوريا غوزمان على موقع IMDb (الإنجليزية)